# Данієль Миличевич
Данієль Миличевич (босн. Danijel Milićević, нар. 5 січня 1986, Беллінцона) — боснійський та швейцарський футболіст, півзахисник клубу «Серен».

## Клубна кар'єра
У дорослому футболі дебютував 2004 року виступами за команду клубу «Лугано», в якій провів один сезон, взявши участь у 27 матчах чемпіонату.
Своєю грою за цю команду привернув увагу представників тренерського штабу клубу «Івердон Спорт», до складу якого приєднався у січні 2006 року. Відіграв за команду з Івердона наступні три сезони своєї ігрової кар'єри. Більшість часу, проведеного у складі «Івердон Спорт», був основним гравцем команди.
2008 року уклав контракт з клубом «Ейпен», у складі якого провів наступні три роки своєї кар'єри гравця. Граючи у складі «Ейпена» також здебільшого виходив на поле в основному складі команди.
Протягом 2011—2013 років захищав кольори команди клубу «Шарлеруа». У сезоні 2011/12 допоміг команді виграти другий дивізіон Бельгії.
До складу клубу «Гент» приєднався на початку 2014 року і за 4 роки встиг відіграти за команду з Гента 126 матчів в національному чемпіонаті, забивши 21 гол, і виграв з клубом 2015 року чемпіонат та Суперкубок Бельгії.
5 січня 2018 року був відданий в оренду у французький «Мец» і вже через 8 днів він дебютував в Лізі 1 в матчі проти «Діжона» (1:1). Тим не менш закріпитись в основі клубу Данієль не зумів і 17 червня 2018 року повернувся до «Ейпена», підписавши дворічний контракт. За два сезони він провів 43 матчі чемпіонату за «Ейпен», в яких забив п'ять голів. 9 червня 2020 року було оголошено, що клуб не продовжить термін контракту півзахисника, який закінчується.
У жовтні 2020 року 34-річний півзахисник у статусі вільного агента підписав контракт на два сезони з бельгійською командою другого дивізіону «Серен», якій у тому ж сезоні допоміг вперше в історії вийти до вищого дивізіону країни.

## Кар'єра в збірній
Миличевич виступав за юнацькі та молодіжні збірні Швейцарії, але за національну команду так і не зіграв. 
У 2015 році він висловив бажання виступати за збірну Боснії і Герцеговини через своє боснійське походження. У червні 2016 року він отримав дозвіл ФІФА для виступу за цю збірну і в серпні 2016 року був вперше до неї викликаний на матч відбіркового циклу чемпіонату світу 2018 року проти збірної Естонії (5:0), в якому і дебютував за команду 6 вересня. Всього у складі збірної Боснії і Герцеговини Миличевич провів 3 гри.

## Титули і досягнення
- Чемпіон Бельгії: 2014/15
- Володар Суперкубка Бельгії: 2015